# 11. група хемијских елемената
| Група   | 11     |
| Периода |        |
| 4       | 29 Cu  |
| 5       | 47 Ag  |
| 6       | 79 Au  |
| 7       | 111 Rg |

Једанаеста група хемијских елемената, по модерној IUPAC номенклатури, једна је од 18 група хемијских елемената у периодном систему елемената. У овој групи се налазе: бакар (Cu), сребро (Ag), злато (Au) и рендгенијум (Rg). Сва четири елемента ове групе су прелазни метали (за четврти се још не зна сигурно). Бакар, сребро и злато се јављају у природи а рендгенијум је добијен вештачки. Атомске масе ових елемената крећу се између 63,546 u и 272 u. 
Ова група носи назив и IB група хемијских елемената.
Рендгенијум (Rg) се такође налази у овој групи у периодном систему, иако још нису спроведени хемијски експерименти који би потврдили да се понаша као тежи хомолог злата. Група 11 је такође позната и као кованични метал, због њихове употребе у прављењу кованица - док раст цена метала значи да се сребро и злато више не користе за оптицај валуте, остајући у употреби за полуге. Бакар се задржао као уобичајен метал у кованицама до данас, било у облику кованог метала или као део легуре бакра с никлом. Ови метали су највероватније били прва три откривена елемента. Бакар, сребро и злато природно се појављују у елементарном облику.

## Историја
Сви елементи групе осим рендгенијума познати су од праисторије, јер се сви у природи појављују у металном облику и за њихову производњу није потребна екстракциона металургија.
Бакар је био познат и коришћен већ око 4000. године пре нове ере, а многи предмети, оружје и материјали направљени су од бакра.  
Први докази о ископавању сребра датирају из периода око 3000. године пре нове ере, у Турској и Грчкој, према Краљевском хемијском друштву. Древни људи су чак смислили како да оплемене сребро.
Сматра се да је најранији забележени метал који су људи користили злато, које се може наћи слободно или „природно“. Мале количине природног злата пронађене су у шпанским пећинама коришћеним током касног палеолита, око 40.000 година пне. Златни артефакти су се први пут појавили на самом почетку прединастичког периода у Египту, крајем петог миленијума пне и почетком четвртог, а топљење се развило током 4. миленијума; златни артефакти појављују се у археологији Доње Месопотамије током раног 4. миленијума.
Рендгенихум је настао 1994. бомбардовањем атома никла-64 у бизмут-209 да би се добио рендгенијум-272.

## Карактеристике
Као и друге групе, чланови ове породице показују обрасце у електронској конфигурацији, посебно у најудаљенијим љускама, што резултира трендовима у хемијском понашању, иако је рендгенијум вероватно изузетак:
|     | Елемент      | Бр. електрона/љуска                  |
| --- | ------------ | ------------------------------------ |
| 29  | бакар        | 2, 8, 18, 1                          |
| 47  | сребро       | 2, 8, 18, 18, 1                      |
| 79  | злато        | 2, 8, 18, 32, 18, 1                  |
| 111 | рендгенијујм | 2, 8, 18, 32, 32, 18, 1 (предвиђено) |

Сви елементи Групе 11 су релативно инертни, корозионо-резистентни метали. Бакар и злато су обојени.
Ови елементи имају ниску електричну отпорност тако да се користе за ожичавање. Бакар је најјефтинији и најчешће се користи. Спојне жице за интегрисана кола обично су златне. Сребрно и посребрено бакарно ожичење налази се у неким посебним видовима примене.

## Појава
Бакар се у свом изворном облику налази у Чилеу, Кини, Мексику, Русији и САД. Различите природне руде бакра су: бакарни пирити (CuFeS2), бакарни купит или рубински бакар, холкозин, малахит, и азурит (Cu(OH)22CuCO3).
Бакарни пирит је главна руда и даје скоро 76% светске производње бакра.

## Продукција
Сребро се налази у изворном облику, као легура са златом (електрум), и у рудама које садрже сумпор, арсен, антимон или хлор. Руде укључују аргентит, хлораргирит (AgCl) који укључује рожнато сребро и пираргирит (Ag3SbS3). Сребро се екстрахује Паркесовим поступком.

## Примене
Ови метали, посебно сребро, имају необична својства која их чине неопходним за индустријску примену изван њихове новчане или украсне вредности. Сви су они одлични проводници електричне енергије. Најпроводљивији (по запремини) од свих метала су сребро, бакар и злато, тим редоследом. Сребро је такође топлотно проводан елемент и елемент који највише рефлектује светлост. Сребро такође има необично својство да је затамљење која настаје на сребру још увек високо проводљива.
Бакар се широко користи у електричним инсталацијама и спојевима. Златни контакти се понекад налазе у прецизној опреми због њихове способности да не кородирају. Сребро се широко користи у критичним апликацијама као електрични контакти, а такође се користи и у фотографији (јер се сребрни нитрат претвара у метал при излагању светлости), пољопривреди, медицини, аудиофилима и научним апликацијама.
Злато, сребро и бакар су прилично меки метали, те се лако оштећују у свакодневној употреби као кованице. Племенити метал се такође лако може изгулити и истрошити употребом. У својим нумизматичким функцијама ови метали морају бити легирани с другим металима како би се кованицама омогућила већа издржљивост. Легура са другим металима чини настале новчиће тврђим, мање је вероватно да ће се деформисати и отпорнији су на хабање.
Златници: Златници се обично производе од 90% злата (нпр. америчке кованице пре 1933. године) или од 22 каратног (91,66%) злата (нпр. тренутни колекционарски новчићи и кругеранди), при чему преосталу тежину чини бакар и сребро у сваком случају. Златни од златних полуга се производе са 99,999% злата (у серији канадског златног јаворовог листа).
Сребрењаци: Сребрни новчићи се обично производе или као 90% сребра - у случају кованог новца од 1965. године у САД (који је био у оптицају у многим земљама), или стерлинг сребра (92,5%) кованица за Британски комонвелт пре 1920. године и другог сребрног новца, а бакар у сваком случају чини преосталу тежину. Стари европски новчићи обично су се производили са 83,5% сребра. Савремени сребрни полужни новчићи често се производе са чистоћом која варира између 99,9% и 99,999%.
Бакарни новчићи: Бакарни новчићи су често прилично високе чистоће, око 97%, и обично су легирани са малим количинама цинка и калаја.
Инфлација је довела до тога да номинална вредност кованица падне испод вредности валуте историјски коришћених метала. То је довело до тога да се већина модерних кованица прави од простих метала - бакарни никал (око 80:20, сребрне боје) је популаран, као и никл-месинг (бакар (75), никал (5) и цинк (20), злато у боји), манган-месинг (бакар, цинк, манган и никал), бронзани или једноставно обложени челик.

## Биолошке улоге и токсичност
Бакар, иако токсичан у превеликим количинама, неопходан је за живот. Показано је да бакар има антимикробна својства што га чини корисним нпр. за израду болничких квака, као једног вида спречавања ширење болести. Познато је да конзумирање хране у бакарним посудама повећава ризик од токсичности бакра.
Елементарно злато и сребро немају познате токсичне ефекте нити биолошку употребу, иако соли злата могу бити токсичне за јетру и бубрежно ткиво. Као и бакар, сребро такође има антимикробна својства. Дуготрајна употреба препарата који садрже злато или сребро такође може довести до накупљања ових метала у телесном ткиву; исходи су иреверзибилни, али наизглед безопасни услови пигментације познати као хризијаза и аргирија.
Због тога што је краткотрајан и радиоактиван, рендгенијум нема биолошку употребу, али је вероватно изузетно штетан због своје радиоактивности.